# Pabellón Coreano (México)
El Pabellón Coreano es una pagoda Coreana ubicada en una esquina del Bosque de Chapultepec.

## Historia
El Pabellón Coreano es una pagoda regalada por el Gobierno Coreano como símbolo de la amistad entre ambos pueblos y con motivo de los Juegos Olímpicos celebrados en 1968. Para su ubicación se destinó el Bosque de Chapultepec y es una réplica de menor tamaño del pabellón Daewongaksabi del Parque Tapgol, en Seúl, Corea.

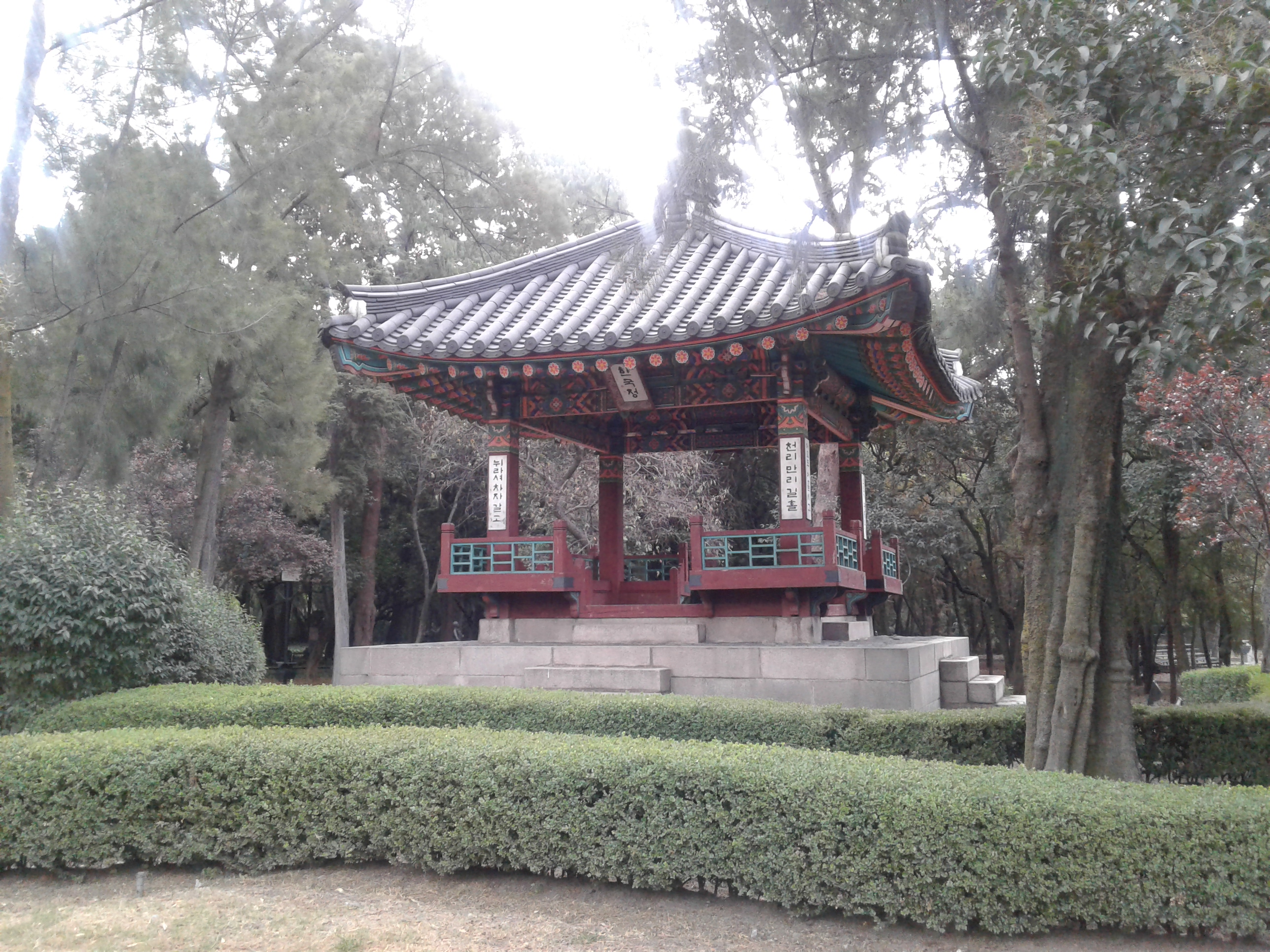

## Arquitectura
Su estilo corresponde a Dancheong predomina el color rojo y el verde. también tiene vistosos colores azules y naranjas. se fabrico pieza por pieza y se construyó en el sitio
En su interior se encuentra un poema titulado “Canción de anhelo a un amor”, que sugiere el perdón que pide un súbdito a su rey y todo lo que está dispuesto a dar a cambio.